# 브렛 홀먼
브렛 트레버 홀먼(영어: Brett Trevor Holman, 1984년 3월 27일 ~ )은 오스트레일리아의 전 축구 선수로, 현역 시절 포지션은 공격형 미드필더와 세컨드 스트라이커였다.
2001년 패러매타 파워에서 프로 선수로 데뷔했으며 2002년부터 2006년까지 페예노르트와 SBV 엑셀시오르(임대 이적) 소속으로 뛰었다. 2006년부터 2008년까지 NEC 네이메헌 소속으로 뛰었고 2008년 AZ 알크마르로 이적하였다. 2012년 7월 1일부터 그는 아스톤 빌라에서 뛰게된다
2010년 FIFA 월드컵에서 가나와 세르비아를 상대로 득점을 기록했다.

## 같이 보기
- 프리미어리그의 외국인 선수 명단